# Рагав (син Фелеков)
Рагав је библијска личност, и то:

- дјед Нахоров
- прадјед Тарин
- чукундјед Аврамов
- син Фелаков

У 32. години је добио сина Серуха. Послије тога је живио још 207 година. Умро је у 239. години.